# Dinera rava
Dinera rava là một loài ruồi trong họ Tachinidae.